# 林嘉慈
林嘉慈（1995年3月2日—）為臺灣女子籃球運動員，場上位置為控球后卫，出身乙組文化國中，國中畢業後進入甲組滬江高中，高二之後的場上表現受到右手肘脫臼影響，大學就讀國立臺北大學企管系，大二時動手術進廠維修，大四抱走UBA得分后頭銜，大學畢業後為了繼續籃球生涯報考佛光大學研究所，碩二擔任球隊隊長，也在學生生涯最後一年替佛光奪下UBA冠軍，2019年7月在第一屆WSBL選秀第三輪獲得台電女籃青睞。

## 外部連結
- 林嘉慈在Eurobasket.com（球員）（英语）